# Parachernes nigrimanus
Espèce
Synonymes
- Chelanops nigrimanus Banks, 1902

Parachernes nigrimanus est une espèce de pseudoscorpions de la famille des Chernetidae.

## Distribution
Cette espèce est endémique des îles Galápagos.

## Description
L'holotype mesure 2,9 mm.

## Publication originale
- Banks, 1902 : Papers from the Hopkins Stanford Galapagos Expedition; 1898-1899. VII. Entomological Results (6). Arachnida. With field notes by Robert E. Snodgrass. Proceedings of the Washington Academy of Science, vol. 4, p. 49-86 (texte intégral).